# وكالة أذربيجان الدولية للتنمية
تأسست وكالة أذربيجان الدولية للتنمية (AIDA) في سبتمبر 2011 تحت إشراف وزارة خارجية جمهورية أذربيجان. هي المسؤولة عن تقديم المساعدة الإنسانية والإنمائية الدولية من قبل جمهورية أذربيجان وتنسق أنشطتها مع جميع الهيئات الحكومية ذات الصلة في هذا المجال. وتدعم جهود الدول النامية من خلال برامجها في مجالات الحد من الفقر، وتطوير العلوم والثقافة والصحة، وتطبيق تكنولوجيات المعلومات والاتصالات، وبرامج المنح الدراسية المختلفة، والمساعدة الإنسانية. تتكون الميزانية السنوية للهيئة من المخصصات ذات الصلة من ميزانية الدولة. تتمحور أنشطة بشكل متزامن ومتزامن مع السياسة الخارجية لجمهورية أذربيجان. ويدير الوكالة مدير يعينه وزير الخارجية. موظفو الوكالة هم موظفو وزارة خارجية جمهورية أذربيجان. وتقوم بتقديم المساعدة الإنسانية والتقنية لبلدان أفريقيا وآسيا وأمريكا اللاتينية. استفادت أكثر من 90 دولة من البرامج التي تنفذها جمهورية أذربيجان.

### اللاجئون السوريون

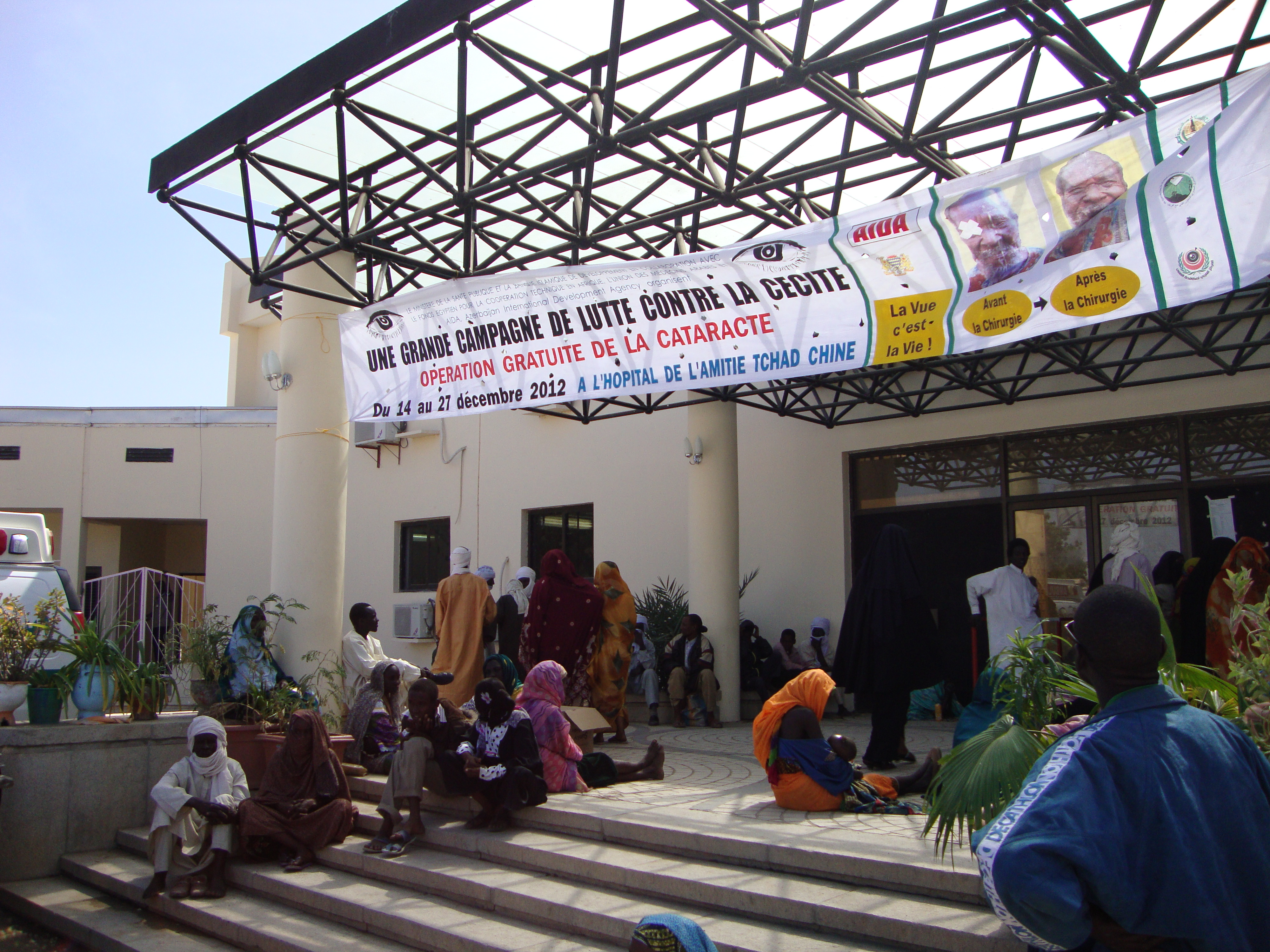
حملة "مكافحة العمى الذي يمكن تجنبه" في تشاد

## المساعدة الإنمائية
الهدف الرئيسي للوكالة الدولية للتنمية في المساعدة الإنمائية هو تقديم المساعدة التقنية للبلدان النامية في جميع أنحاء العالم ودعم نموها المستدام في مختلف المجالات الأتية: